# Javier Parra Molina
Francisco Javier Parra Molina (Ruidera, Castella - la Manxa, 1977) és un polític i artista valencià, Secretari General del Partit Comunista del País Valencià des del XIX congrés del PCPV d'octubre de 2013. i membre del Comité Central del Partit Comunista d'Espanya.
Net de militants comunistes que participaren en el Quinto Regimiento, i fill d'alcalde comunista a Ruidera, Parra comença a militar en el PCPV en 2002, i entre 2011 i 2019 va ser regidor d'Esquerra Unida del País Valencià a Paterna.
En octubre de 2013, va ser elegit Secretari General del PCPV, substituint la Comissió Gestora que hi havia des de 2012. Al congrés, va imposar-se amb 80 vots (51,6%) a l'altre candidat, Antonio Montalbán (72 vots, 46,4%). Hi va haver 3 abstencions. Parra va ser reelegit secretari general del PCPV en 2018 amb el 96% de suport.
La línia política de Parra és de reforçar el pes del Partit Comunista al si d'Esquerra Unida. És el fundador del portal d'internet LaRepública.es i ha estat qualificat de comunista ortodox per la premsa.